# ArchObraz
ArchObraz (укр. АрхОбраз) — українське архітектурне бюро, головний офіс якого розташований в Дніпрі. Засноване у 2002 році архітектором Олексієм Образцовим.

## Історія
Олексій Образцов народився в місті Дніпро та вважається представником архітектурної школи цього міста. Після закінчення Придніпровської державної академії будівництва та архітектури та дворічною співпрацею з архітектурною майстернею Олександра Дольника у 2002 році заснував архітектурне бюро ArchObraz.
Бюро спеціалізується на урбанізмі, проєктуванні житлових і громадських будівель, індивідуального житла та дизайні інтер’єрів. Більшість містобудівних та архітектурних проєктів студії були реалізовані в Дніпрі, хоча деяки з них знаходяться і в інших містах України, таких як Київ, Львів, Маріуполь.
Роботи бюро публікуються у провідних світових виданнях, зокрема ArchDaily, Divisare, designboom та інших. Проєкти ArchObraz регулярно номінуються на участь у національних і міжнародних архітектурних преміях.
У 2018 році бюро взяло участь у виставці TIME SPACE EXISTENCE на Венеціанській бієнале у Італії з експозицією «Відкладені мрії», яка була присвячена прифронтовим територіям періоду 2014-2018 років.
Після початку повномасштабного вторгнення Росії в Україну бюро активно залучене до розробки соціальних проєктів, спрямованих на підтримку громад і відновлення інфраструктури. Олексій Образцов є співзасновником щорічного архітектурного фестивалю «Міста України»,  а в 2024 році — голова журі міжнародного архітектурного та урбаністичного конкурсу «Ірпінь: Горизонт майбутнього».

### Обрані реалізовані архітектурні проєкти
- Бізнес-центр «Трипільський» (Дніпро, Україна, 2005). [13]
- Приватний будинок «Дніпровська оптика» (Дніпро, Україна, 2012). [14] [15]
- Багатофункціональний центр «Славутич» (Дніпро, Україна, 2013). [16] [17]
- Апартаменти Rain or Shine (Київ, Україна, 2017) [18]
- Приватний будинок Space Twist (Дніпро, Україна, 2020). [19]
- Багатофункціональний центр «Примор’є» (Маріуполь, Україна, 2020). [20]
- Броварня MOVA (Дніпро, Україна, 2021). [21][2]
- Житловий комплекс «Піонер» (Маріуполь, Україна, 2022)
- Приватний будинок House among the Pines (Дніпро, Україна, 2022). [6][22]
- Житловий комплекс «Мангеттен» (Дніпро, Україна). [23] [24]
- Житловий комплекс Forest Hill (Дніпро, Україна, 2024). [25]
- Житловий комплекс Cube Building (Дніпро, Україна, 2024).[4]

### Обрані містобудівні проєкти
- Розробка стратегії просторового розвитку територій в районі набережної Перемоги та вулиці Мандриківської (Дніпро, Україна, 2019).[26]
- Реконструкція площі Десантників (Дніпро, Україна, 2023).